# Mascalucia
Mascalucia (AFI: [maskaluˈʧiːa]; Mascalucìa in siciliano) è un comune italiano di 32 076 abitanti della città metropolitana di Catania in Sicilia.
Situato nella parte meridionale dell'Etna, fino ai primi anni Settanta del XX secolo era un piccolo centro agricolo e di villeggiatura.

## Geografia fisica

### Territorio
Mascalucia è un comune di 32 022 abitanti situato nella parte settentrionale della Città metropolitana di Catania, ed è fisicamente inserito nell'hinterland catanese, di cui rappresenta uno dei comuni di "prima corona". Per la sua posizione, essa è collocata nell'area etnea meridionale, e dal punto di vista morfologico il suo territorio risulta essere collinare in litoranea, e la sua altitudine media è di 420 m s.l.m., che varia da una quota minima di 330 m s.l.m. nella sua parte inferiore, a una quota massima di 680 m s.l.m., nella parte superiore.
Il suo territorio ha un'estensione di 16,28 km², uno dei più piccoli della sua provincia, e confina a nord con Nicolosi, a ovest con Belpasso e San Pietro Clarenza, a est con Pedara e Tremestieri Etneo, a sud con Gravina di Catania e con il quartiere catanese di San Giovanni Galermo. La sua densità abitativa è di 1.978 abitanti per km², il nono più elevato di tutta la provincia.

### Clima
Mascalucia è caratterizzata da un clima caldo e temperato, con forte piovosità durante il periodo invernale. Il suo clima è perciò classificato come di tipo C.
| MASCALUCIA         | Mesi | Mesi | Mesi | Mesi | Mesi | Mesi | Mesi | Mesi | Mesi | Mesi | Mesi | Mesi | Stagioni | Stagioni | Stagioni | Stagioni | Anno |
| MASCALUCIA         | Gen  | Feb  | Mar  | Apr  | Mag  | Giu  | Lug  | Ago  | Set  | Ott  | Nov  | Dic  | Inv      | Pri      | Est      | Aut      | Anno |
| ------------------ | ---- | ---- | ---- | ---- | ---- | ---- | ---- | ---- | ---- | ---- | ---- | ---- | -------- | -------- | -------- | -------- | ---- |
| T. max. media (°C) | 11,8 | 12,5 | 14,1 | 16,6 | 21,4 | 25,8 | 29,0 | 29,2 | 25,9 | 21,0 | 16,9 | 13,3 | 12,5     | 17,4     | 28,0     | 21,3     | 19,8 |
| T. min. media (°C) | 5,2  | 5,1  | 6,3  | 8,3  | 12,2 | 16,1 | 19,1 | 19,6 | 17,1 | 13,3 | 9,6  | 6,7  | 5,7      | 8,9      | 18,3     | 13,3     | 11,5 |

## Origini del nome
Diverse sono le ipotesi sull'origine e il significato del toponimo della cittadina etnea. La prima di queste sostiene la sua derivazione da Massalargia, che letteralmente in latino vuol dire "villaggio-dono", in riferimento a quelle donazioni compiute tra il 304 e il 335 d.C. dall'Imperatore Costantino al Papa Silvestro I. Papa Gregorio I nella sua Epistola ad Cyprianum del 590, fece menzione delle massae esistenti nel territorio di Catania e fece inoltre riferimento al tempio di Sant'Antonio Abate.
Studi effettuati nel XV secolo dallo storico Lorenzo Valla, smentirono le donazioni fatte da Costantino alla Santa Sede, e molti secoli più tardi, lo storico Matteo Gaudioso formulò l'ipotesi secondo cui il toponimo derivi invece da Maniscalchia, termine che richiama alle zone di difesa regia, tipicamente destinate all'allevamento e alla ferratura dei cavalli. Altra ipotesi è quella secondo cui possa derivare da Mascalcia, rappresentandone quindi la forma corrotta.
Documenti risalenti al XVI secolo, indicarono Mascalucia come Terra di Santa Lucia o Masca di Santa Lucia. Lo storico e letterato Santi Correnti, nella sua opera Donne di Sicilia. La storia dell'isola del sole scritta al femminile del 2001, ritiene anch'egli che l'origine del toponimo del comune etneo sia legato alla figura di Santa Lucia, e che derivi da "Masseria di Santa Lucia".
Gli abitanti di Mascalucia sono detti "mascaluciesi" o altrimenti "mascalucioti", appellativo quest'ultimo derivato dal siciliano mascaluciotu.

## Storia

### Età antica
La fondazione della cittadina avvenne secondo la tradizione nell'VIII secolo a.C. come villaggio denominato Ombria, da parte degli Ombri, una popolazione di presunta origine celtica, cacciata dalla penisola italica e giunta in Sicilia assieme ai Siculi e ai Pelasgi. Il sito su cui venne fondato il villaggio corrisponderebbe all'odierna contrada Ombra, nella parte nordorientale del territorio mascaluciese, che sarebbe divenuto un municipio catanese sotto i Romani. Ombria sarebbe stata in seguito abbandonata dai suoi abitanti, che si spostarono più a sud e vi fondarono un nuovo villaggio.
L'edificazione del nuovo villaggio sarebbe avvenuta in una delle massae, ovvero casali, situate nelle vicinanze di Catania, donate nel 324 dall'Imperatore Costantino alla Santa Sede, e a quest'epoca potrebbe risalire la comparsa o l'origine del nome Mascalucia.
Da recenti ricognizioni archeologiche svolte sul territorio, è emerso che in epoca romana il comune era caratterizzato da numerosi insediamenti sparsi di carattere agricolo. Aree di frammenti fittili databili fra la prima età imperiale e quella tardo antica sono emersi nelle contrade Trinità, San Rocco, Cisternazza, Crocifisso e Soccorso. Un insediamento doveva trovarsi anche in contrada Mompilieri, sepolto dalla colata lavica del 1669 ed intercettato da una cava di ghiara. Un ulteriore insediamento doveva trovarsi, come indicato dall'erudito Somma, presso il cimitero comunale; ivi furono rinvenute alcune decine di sepolcri.
Il fulcro principale della Mascalucia romana sembra identificarsi presso la collina di Trinità, in cui gli studiosi hanno sempre supposto l'esistenza di una villa romana, in cui nell'800 furono rinvenuti in proprietà Bonajuto dei pavimenti musivi. In corrispondenza di questo importante sito, è stata avanzata l'ipotesi del passaggio di una importante arteria stradale, la quale provenendo dall’attuale territorio di Gravina di Catania, proseguiva verso Nord, attraversando Mascalucia. La rotabile probabilmente raggiungeva la contrada Principe in territorio di Gravina di Catania, poi San Antonio Abate al Cimitero di Mascalucia, successivamente C.da Trinità e poi contrada San Rocco. Infine, continuava in direzione dell’importante insediamento di C.da Ombra – Torre del Grifo e proseguiva verso Nicolosi.
Gran parte degli insediamenti di età romana sopravvivono senza soluzione di continuità fino ad epoca tardo antica o altomedievale.

### Età medioevale
Il casale fu incorporato al demanio nell'VIII secolo, durante l'epoca bizantina, e con la successiva dominazione saracena della Sicilia venne amministrativamente inserito nel Val Demone..  Sulla base degli indicatori cronologici emersi durante le ricerche sul territorio, a tale preciso periodo storico risalirebbero i siti di contrada Trinità e San Rocco. Dopo la cacciata degli Arabi dall'isola da parte dei Normanni, nel 1088, sotto il Gran Conte Ruggero, fu ripristinata la Diocesi di Catania a cui vennero assegnati tutti i casali a ridosso dell'Etna, tra cui anche Mascalucia.
Nel 1169, Mascalucia venne colpita dal violento terremoto che distrusse Catania e i borghi circostanti. Dopo il 1239, passò sotto l'amministrazione civile e giudiziaria di Catania, che durò fino al 1640.

### Età moderna
Al primo censimento del 23 agosto 1602 risultò che Mascalucia contava circa 1.150 abitanti, ed era così formalmente costituito in casale; in epoca spagnola Mascalucia venne venduta all'asta assieme agli altri casali catanesi: il 22 dicembre 1645 fu acquistato col mero e misto imperio dal banchiere Giovanni Andrea Massa.
Mascalucia passò successivamente sotto il dominio feudale dei Branciforte con i quali divenne un ducato: con privilegio dato il 4 luglio 1651 dal re Filippo IV di Spagna, esecutoriato il 6 novembre dello stesso anno, Niccolò Placido Branciforte, principe di Leonforte, ebbe investitura a titolo di I duca di Santa Lucia.
Il XVII secolo fu anche l'epoca in cui la cittadina venne colpita da due eventi catastrofici: l'eruzione dell'Etna del 1669, che la seppellì con la lava e determinò la fuga di molti suoi abitanti verso Catania ed altri centri come Francofonte e Militello; il terremoto del Val di Noto del 1693 che causò la morte di 53 persone. Ricostruita successivamente in ambedue le situazioni, una parte dei profughi mascaluciesi fuggiti dall'eruzione del 1669, si stabilì definitivamente a Catania nell'area messa a loro disposizione dal Senato cittadino, ed assieme ad altri profughi originari di Misterbianco, la popolarono e ciò porto alla nascita dell'odierno quartiere catanese del Borgo.

### Età contemporanea
Il Ducato di Santa Lucia fu soppresso nel 1812, a seguito dell'avvenuta promulgazione in quell'anno della Costituzione siciliana concessa dal re Ferdinando III di Borbone, che sanciva l'abolizione del feudalesimo nel Regno di Sicilia. Il censimento del 1817, attribuì a Mascalucia una popolazione di 2.506 abitanti, in prevalenza contadini; il 20 febbraio 1818, si verificò un altro terremoto, che a Mascalucia causò enormi danni agli edifici e la morte di nove persone. Con la riforma amministrativa del 1819 voluta dal Re delle Due Sicilie, Mascalucia divenne comune e fu eretta a capo di un circondario, che comprendeva i comuni di Gravina, Massannunziata, Pedara, Trecastagni, Tremestieri e Zafferana.
Nel 1835, l'Intendente della Valle di Catania, Alvaro Paternò Castello, principe di Manganelli, inaugurò la Strada dell'Etna Catania-Mascalucia-Nicolosi, lunga 15,7 km, che collegava il capoluogo con l'Etna. Nel 1837, un'epidemia di colera colpì diversi comuni del Catanese, da cui però la popolazione di Mascalucia rimase immune.
Il Decreto Reale emanato nel 1838, elevò Trecastagni a capo circondario, e poiché una parte dei comuni venne ad esso aggregato, al Circondario di Mascalucia furono assegnati San Giovanni Galermo, San Giovanni La Punta, San Gregorio, San Pietro Clarenza e Sant'Agata li Battiati. Nel 1839, fu soppresso il comune di Massannunziata ed aggregato al suo territorio, divenendone frazione.
Nel corso del XIX secolo, a Mascalucia si verificarono alcuni eventi storico-politici di rilievo: nel 1837, a Catania scoppiò una sommossa antiborbonica, che vide anche il coinvolgimento di un'associazione segreta di carbonari mascaluciesi denominata Vendita degli Umbri Liberali, fondata nel 1821, i quali, sul campanile della Chiesa Madre issarono la bandiera tricolore e in chiesa s’intonava il Te Deum. La popolazione mascaluciese partecipò attivamente alle rivoluzioni antiborboniche in Sicilia del 1848-49, repressa nel sangue dall'esercito guidato dal comandante Giuseppe Poulet, e del 1860, guidata dal barone Gaspare Rapisardi, dall'avvocato Vito Scalia e dai fratelli Matteo e Santi Consoli.
Nel periodo compreso tra le due guerre mondiali, Mascalucia era una tranquilla cittadina di provincia, popolata da poco più di tremila persone. Durante la seconda guerra mondiale, i bombardamenti dell'aviazione anglo-americana devastarono Catania, e ciò spinse molti suoi abitanti ad abbandonare la città per trovare rifugio altrove: Mascalucia accolse numerosi sfollati catanesi, e molti di costoro trovarono ospitalità all'interno della chiesa sconsacrata di San Nicola.
Il 3 agosto 1943, a Mascalucia si verificò uno dei primi episodi di insurrezione contro i militari tedeschi della Wehrmacht in Italia: nel paese si trovava un presidio formato da circa 2.000 soldati tedeschi, i quali, ormai in ritirata, e nonostante fossero alleati del Regio Esercito, compirono numerosi furti e saccheggi ai danni dei cittadini; ma a scatenare la rivolta armata antitedesca da parte dei mascaluciesi, furono l'omicidio commesso ai danni di Giovanni Amato, di 81 anni, un armiere catanese sfollato nella cittadina etnea, che si oppose al furto dei suoi cavalli operato da tre tedeschi, ed ucciso da uno di essi, e quello ai danni di un militare italiano, il mantovano Francesco Wagner, di 22 anni, che si era opposto al furto della moto di un suo commilitone da parte di un tedesco. La famiglia Amato, fornì le armi a molti cittadini mascaluciesi che le richiesero, e la loro rivolta contro il presidio tedesco venne organizzata da Onofrio Catania: lo scontro armato tra civili e militari tedeschi durò per quattro ore, e il bilancio fu di 14 tedeschi uccisi, di 1 civile morto e di 2 soldati italiani, uno dei quali, Giuseppe La Marra, ucciso in un casolare da parte di un tedesco ubriaco. Gli scontri tra i cittadini e i soldati tedeschi cessarono a seguito di un accordo tra le autorità militari italiane e quelle germaniche, e il 7 agosto, a Mascalucia fecero ingresso le truppe britanniche.
Fino alla prima metà del XX secolo, Mascalucia mantenne le sue caratteristiche di piccolo centro agricolo, ma successivamente, fu interessato da un radicale processo di trasformazione: sul finire degli anni sessanta, l'amministrazione comunale favorì l'edificazione di numerosi complessi residenziali nei fondi agricoli che sorgevano a ridosso del centro abitato, che comportò la nascita di nuove strade, come il Corso San Vito e il Viale Alcide De Gasperi, di nuovi quartieri come la zona del campo sportivo nella zona orientale, nonché la costruzione del nuovo municipio, inaugurato nel 1970, sotto la sindacatura del barone Matteo Rapisardi.
Il processo di urbanizzazione del territorio, che interessò anche altri comuni dell'hinterland catanese, fu accompagnato da una rapida espansione demografica, dovuta all'imponente flusso migratorio proveniente da Catania: nel decennio 1981-1991, Mascalucia fu il comune dell'hinterland catanese che registrò il più alto indice di incremento demografico con un valore pari all'86,8%. Questa impennata del numero di abitanti, fu favorita dal fenomeno dell'abusivismo edilizio - che riguardò la frazione di Massannunziata e le periferie - incoraggiato dal blocco di ogni attività edificatoria nel territorio di Mascalucia, imposto dalla legge regionale n. 65 del 1981 in materia urbanistica (Programma di Fabbricazione), al comune etneo, in quanto sprovvisto di un Piano Regolatore Generale.

### Simboli
Lo stemma in uso è descritto in un documento datato 11 maggio 1813, conservato presso l'Archivio Storico Comunale di Mascalucia:
Lo stemma in uso non risponde a detta descrizione poiché al posto delle fenice è riprodotto un grifone.
Lo stemma ufficiale del comune di Mascalucia concesso assieme al gonfalone con decreto del Presidente della Repubblica del 22 luglio 1987, è così descritto dallo statuto comunale:
(Art. 10 dello Statuto comunale)
Lo stemma in uso non risponde al decreto di concessione.
Gonfalone
(Art. 10 dello Statuto comunale)

## Monumenti e luoghi d'interesse

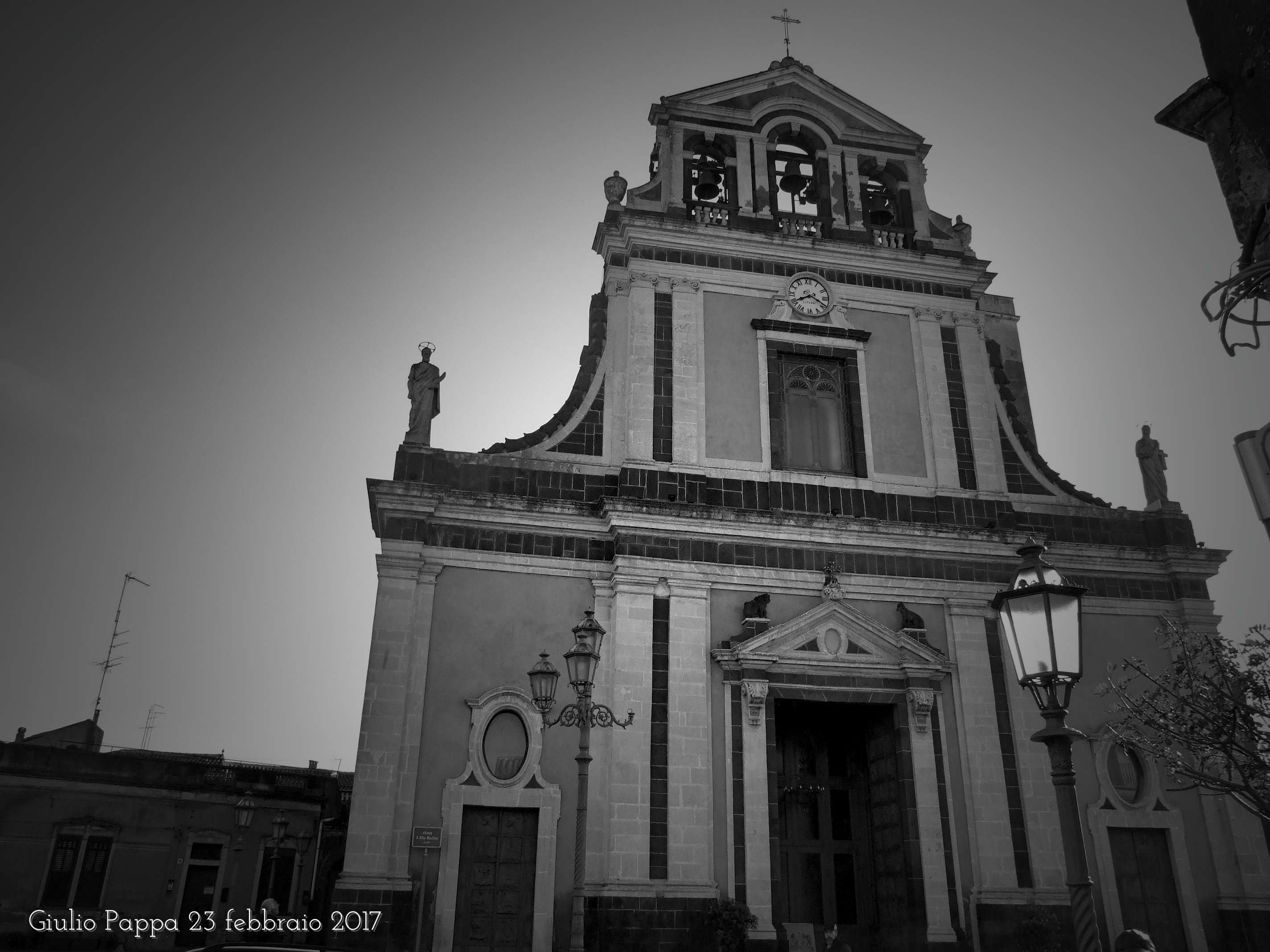
Chiesa di San Vito Martire

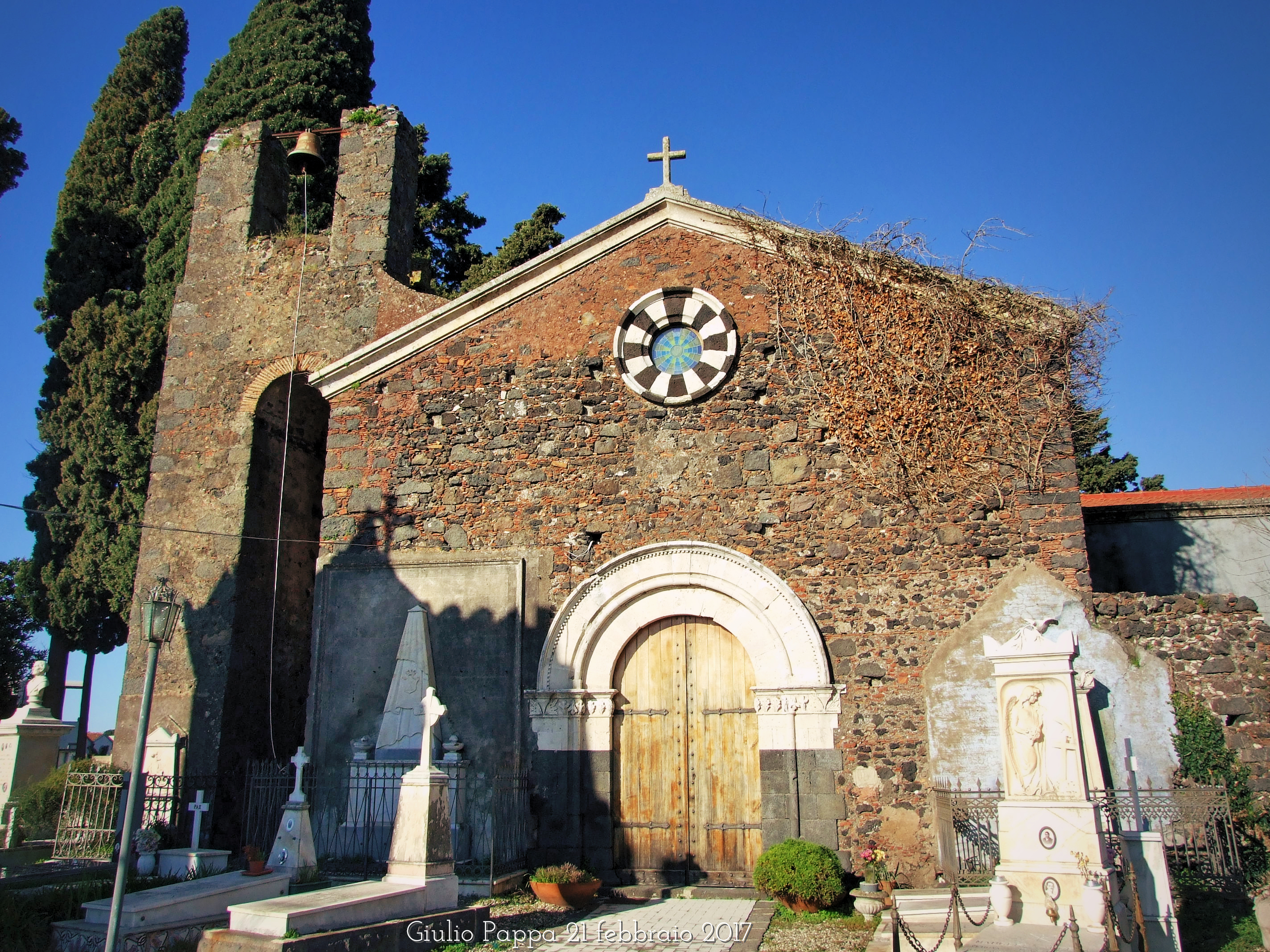
Tempio di Sant'Antonio Abate

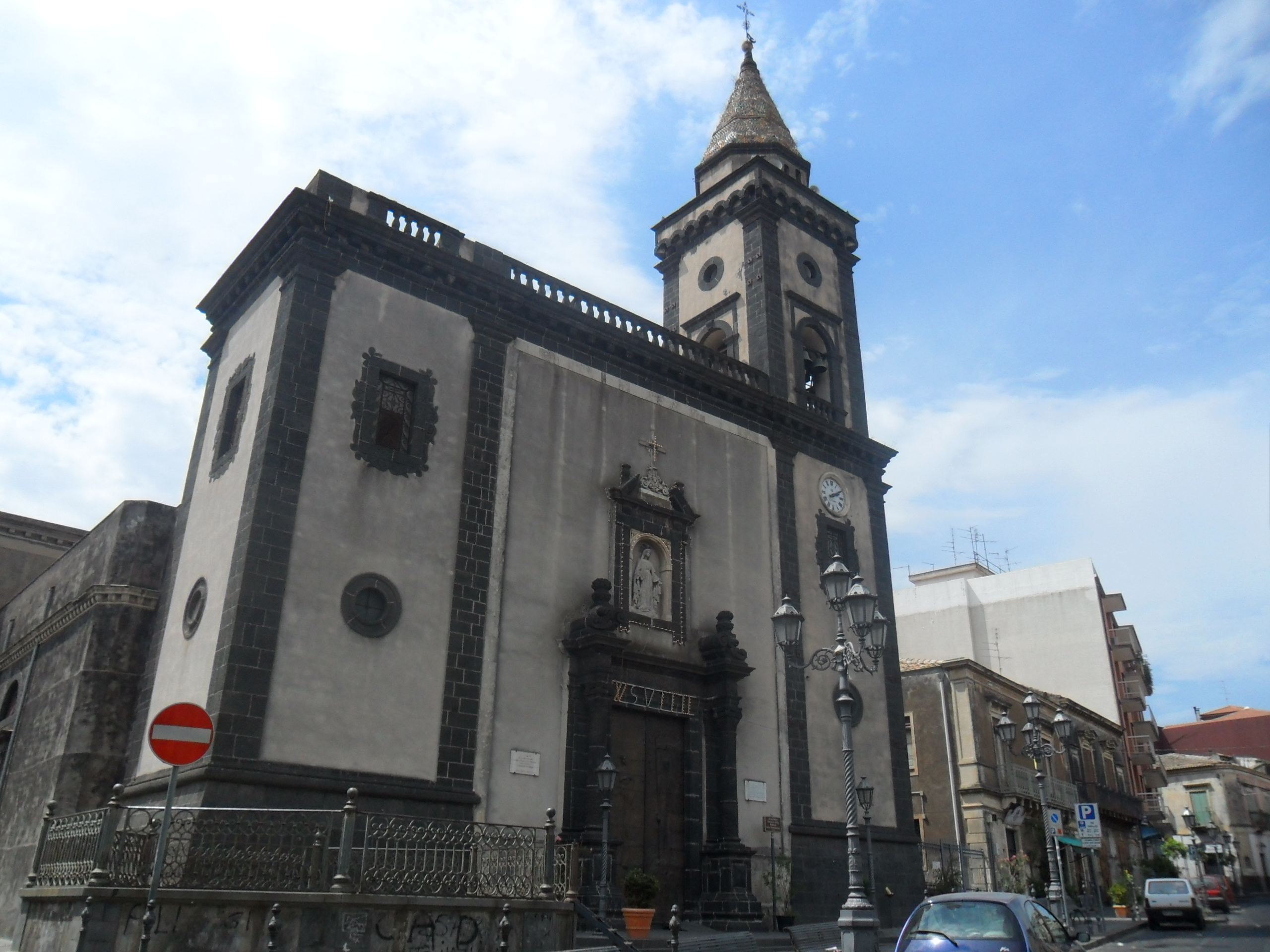
La Chiesa Madre, Santuario Madonna della Consolazione

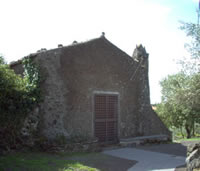
Chiesa della Misericordia

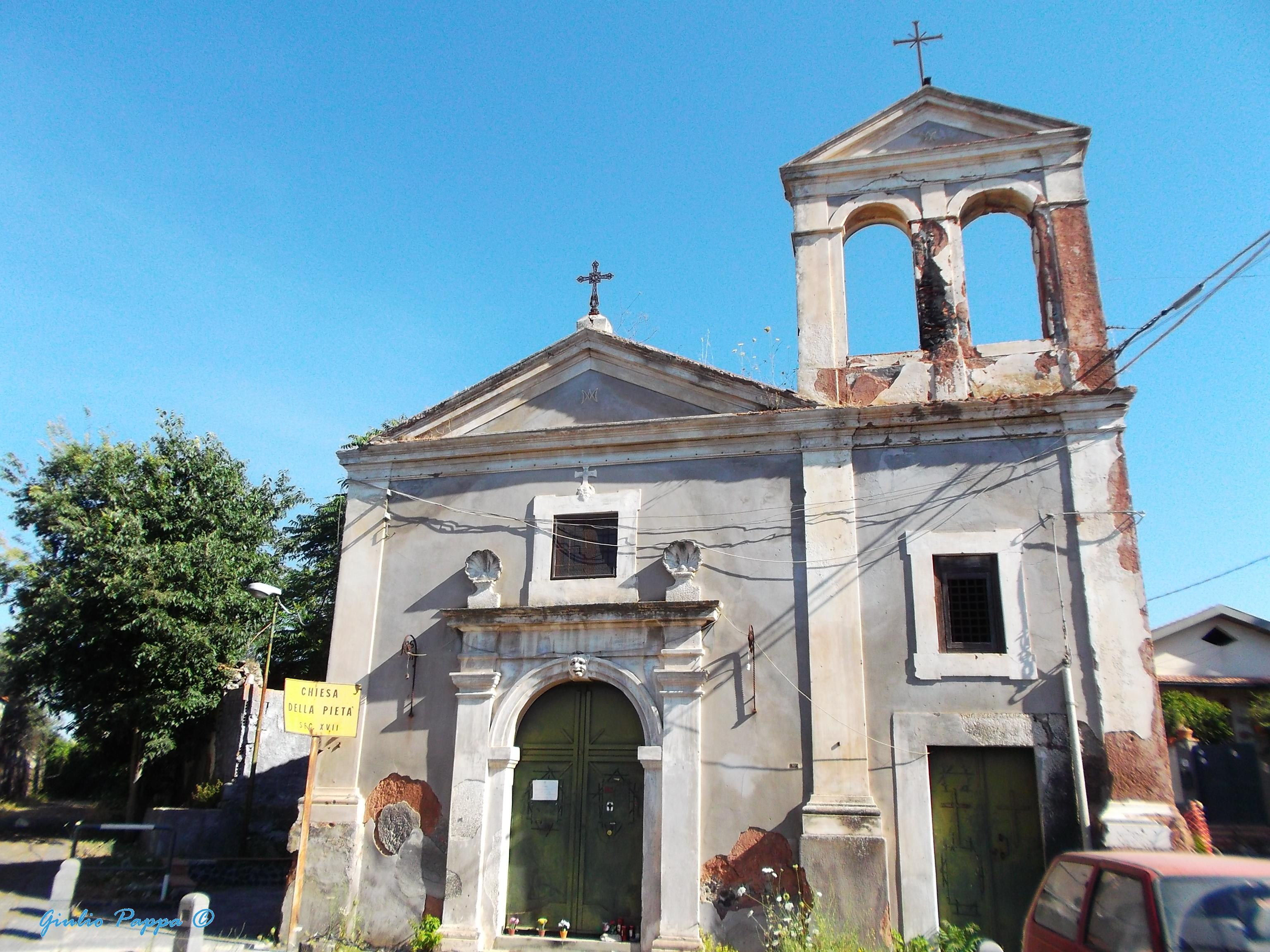
Chiesa di Santa Maria della Pietà

Il centro abitato di Mascalucia presenta un modesto numero di edifici storici e privi di particolare pregio architettonico. Lo stile architettonico infatti è quello tipico delle zone rurali.

### Architetture religiose
Chiesa del Santissimo Crocifisso
Eretta nel 1639, è situata in contrada Porto Marretti, nella parte nordoccidentale del paese. Già chiesa dei Santi apostoli Filippo e Giacomo, l'edificio è ad una sola navata e il suo prospetto è molto semplice e con i bordi e la cornice del portale scolpiti in pietra lavica.
L'attuale edificio è stato probabilmente costruito al posto di un altro preesistente, dopo il terremoto del 1693. Il portale di accesso fu realizzato nel 1789 e nello stesso periodo dovrebbero collocarsi anche alcuni lavori di abbellimento interno.
Chiesa della Misericordia o del Soccorso
Piccola chiesa risalente al XVII secolo, si trova in contrada Soccorso, nella frazione di Massannunziata. In stato di abbandono, vi si praticava il culto della Madonna dell'Aiuto.
Chiesa della Santissima Trinità
La costruzione dell'edificio risale al XVIII secolo e fu costruita per opera dell'omonima confraternita. Realizzata in stile architettonico tardobarocco e a forma rettangolare, il prospetto è costituito da un portale d'ingresso, sormontato da un oculo, e da una porta secondaria sulla parte sinistra; nella parte superiore si trovano tre aperture con campane.
Chiesa di Maria Santissima Annunziata
È la principale chiesa della frazione di Massannunziata, la cui edificazione risale al 1683 ed è intitolata al culto mariano dell'Annunciazione.
Originariamente a forma rettangolare, l'abside risale al 1789. Il prospetto è a capanna con torre campanaria a destra e corpo del salone parrocchiale a sinistra. Nel partito centrale, racchiuso da lesene, oggi intonacate, emerge il portale in pietra lavica con timpano aperto e la finestra rettangolare.
Ospita i culti di San Giuseppe e di San Michele Arcangelo, patrono della frazione.
Chiesa di San Rocco
Situata nella parte settentrionale della cittadina, è intitolata al culto di San Rocco, e risale alla metà del XVII secolo. La chiesa è di architettura molto povera, in pietra lavica. Il prospetto principale ha in basso un ingresso semplicissimo sottolineato solo da un piccolo timpano circolare abbassato e da una finestra. Sopra una cornice vi sono le celle campanarie; in alto è concluso da un timpano triangolare.
Chiesa di San Vito Martire
Il tempio è stato edificato nel XVII secolo, nel cosiddetto "piano di San Vito", in pieno centro, e rappresenta una delle due maggiori chiese di Mascalucia.
Chiesa di Santa Maria della Pietà
La costruzione della chiesa risalirebbe al XVIII secolo, ed è situata nella parte meridionale del paese, al confine con Gravina.
Intitolata al culto mariano della Pietà, la facciata esterna presenta un portale ad arco a tutto sesto con due lesene con capitello ai lati. La chiave di volta è un mascherone di pietra. Sopra il cornicione vi figurano due conchiglie ai lati. Al centro una finestra quadrata priva di cornice. In alto, un timpano triangolare con croce sommitale. A destra è posizionata la torre campanaria con portone e finestra in basso e le due aperture con le campane in alto. A coronamento un timpano triangolare.
Chiesetta della Madonna Bambina
Poco distante dalla Chiesa della Misericordia, in contrada Soccorso, la sua edificazione risale probabilmente al XVIII secolo, ed è intitolata al culto della Madonna Bambina. È costruita interamente in pietra lavica di architettura alquanto rurale; ha una porta centrale di dimensioni normali e sulla parete laterale destra vi è, in alto, una finestra. Una rudimentale torre campanaria sul prospetto principale addossata alla parete della Chiesetta.
Quattro Altarelli
Edicola votiva risalente alla fine del XVIII secolo, è così denominata poiché composta da quattro nicchie: in quella che guarda a nord è raffigurato Sant'Antonio Abate, a sud la Sacra Famiglia, ad ovest Santa Barbara, e ad est il patrono San Vito.
Di forma quadrangolare, sorge nella parte occidentale del paese, nel quartiere Sciara, ed è il maggiore per dimensioni dei quaranta altarini presenti a Mascalucia. È preceduto da un basamento con le scalinate corrispondenti alle quattro nicchie. Nel 1969, in occasione del terzo centenario dell'eruzione dell'Etna, vi fu apposta una lapide commemorativa che recitava:
Nel 3º centenario del 1669 Mascalucia memore della protezione accordata dal Patrono San Vito e dal Velo della Vergine e Martire S.Agata alla Loro Terra che unica si salvò dalla distruzione a perenne ricordo questa lapide posero 15 giugno 1969 Comitato Festa S.Vito 1969
Detta lapide è stata rimossa dopo l'opera di restauro compiuta agli inizi degli anni 2000.
Santuario dell'Addolorata dei Padri Passionisti
Edificato nel 1954 ed inaugurato nel 1979, è stato elevato a santuario nel 1988. Sorge nella parte settentrionale del territorio mascaluciese, in contrada Porto Marretti.
Santuario della Madonna della Consolazione (Chiesa Madre)
Maggiore luogo di culto cattolico di Mascalucia, si trova nella parte superiore del centro storico. La sua edificazione risale al XII secolo, e fu inizialmente intitolata al culto di San Nicola; dal 1645 è intitolata alla Madonna della Consolazione. Distrutta dal terremoto del 1693, è stata ricostruita e ingrandita nei secoli successivi.
Realizzata in stile barocco, è stata elevata a rango di santuario nel 1986.
Santuario della Madonna della Sciara di Mompilieri
Si trova nella frazione di Massannunziata, in contrada Mompilieri, e risale al XIX secolo. È meta di pellegrinaggio di numerosi fedeli da ogni parte della Sicilia.
Tempio di Sant'Antonio Abate
L'edificio sorge all'interno del cimitero comunale di Mascalucia, a sud del centro storico, e risale al periodo precedente la dominazione araba. Costruito in stile architettonico gotico antico, ospita il culto di Sant'Antonio Abate. La porta maggiore del prospetto e la finestra rotonda al di sopra, sono di tipico stile gotico moderno continentale con influssi arabo-normanni; mentre l'altra porta a mezzogiorno è di stile gotico ad arco a sesto acuto.
Durante il Medioevo appartenne all'Ordine dei Cavalieri gerosolimitani.

### Architetture civili
Antico Palazzo Municipale

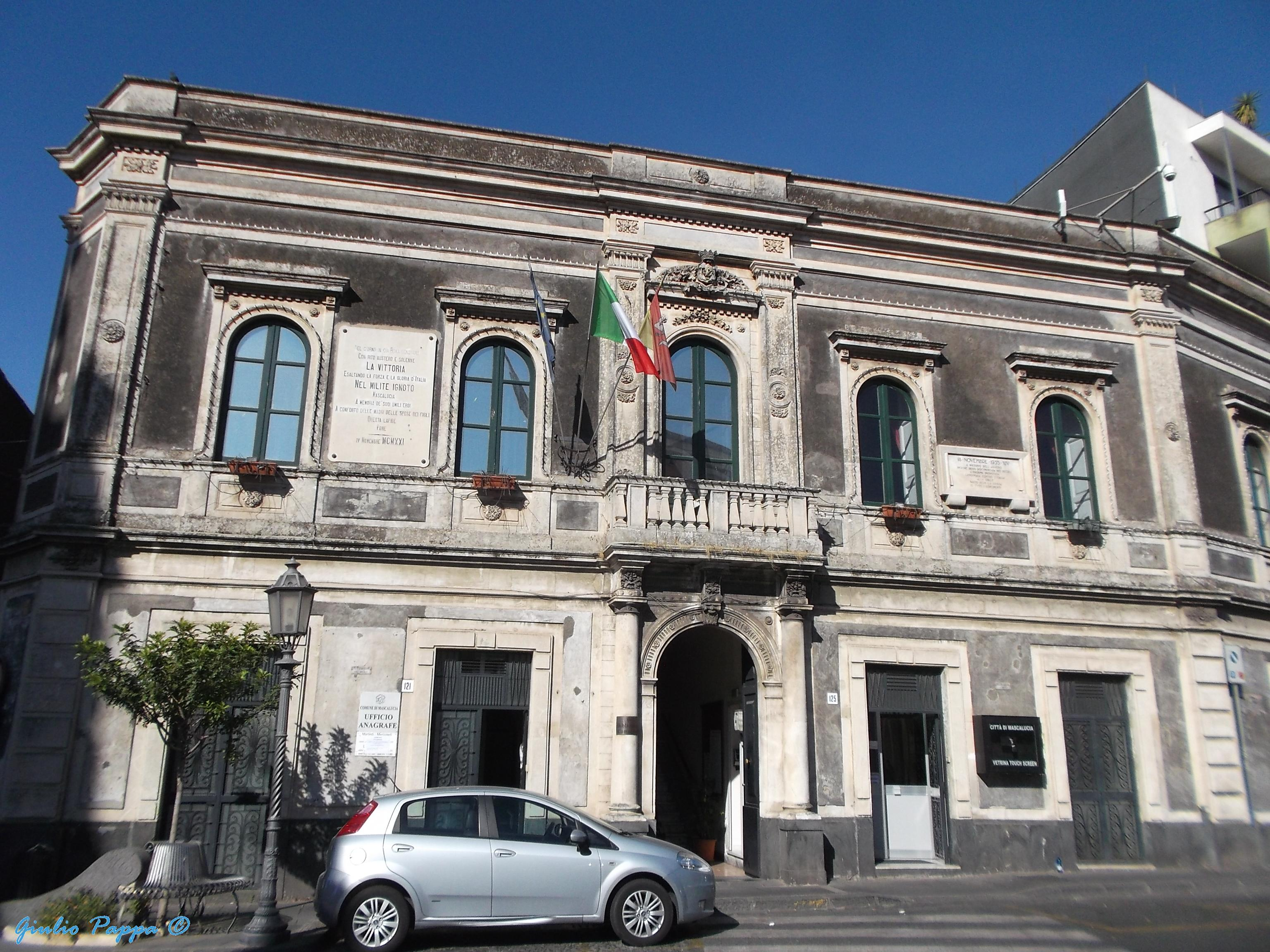
Antico Palazzo Municipale, oggi sede della biblioteca centrale

Edificato nel XIX secolo, sorge poco di fronte alla Chiesa di San Vito, e fino al 1970 è stato sede del palazzo comunale, e in epoca borbonica, anche di prigione. Costruito in stile architettonico neoclassico, è a forma rettangolare ed elevato su due livelli, e la sua facciata principale presenta un portale di medie dimensioni con arco a sesto acuto, sormontato da un balcone alla cui sommità riporta lo stemma comunale, e affiancato da due balconi e portoncini.
Dal 1978 ospita la biblioteca e l'archivio storico comunale.
Palazzo Somma
Dimora storica della famiglia Somma, ubicata in pieno centro, nelle vicinanze della biblioteca comunale, fu fatta costruire a inizio XX secolo per volontà del barone Vincenzo Somma. Lo stile architettonico è eclettico con elementi neoclassici, ed elevato su due livelli, il portale d'ingresso e i balconi, sono incorniciati in pietra lavica. Elemento particolare dell'edificio, è la torre situata sul lato destro del corpo principale.
Il palazzo è di proprietà degli eredi della famiglia Somma.
Palazzo Rapisardi
Dimora gentilizia risalente al Settecento, appartenne alla nobile famiglia Rapisardi dei baroni di Sant'Antonio, ed è ubicata nelle vicinanze della Chiesa Madre.
Villa Cirelli
Villa costruita in stile liberty nel 1905 su progetto dell'architetto Carlo Sada, sorge a ridosso del centro storico, nel lato sud. Prende il nome da Maria Cirelli, proprietaria del vigneto su cui è sorta la villa, moglie del cavalier Salvatore Di Stefano Giuffrida, sindaco di Catania nel 1906 e nel 1910.

### Architetture militari
Fortezza del Grifo o Torre Ombra
Fortezza risalente al medioevo, costruita presumibilmente prima del XIV secolo, di cui oggi rimangono solo alcuni ruderi, situata in contrada Ombra. Secondo Pietro Carrera nella sua opera Il Mongibello, la torre sarebbe stata seppellita dall'eruzione dell'Etna del 1573.

### Altro

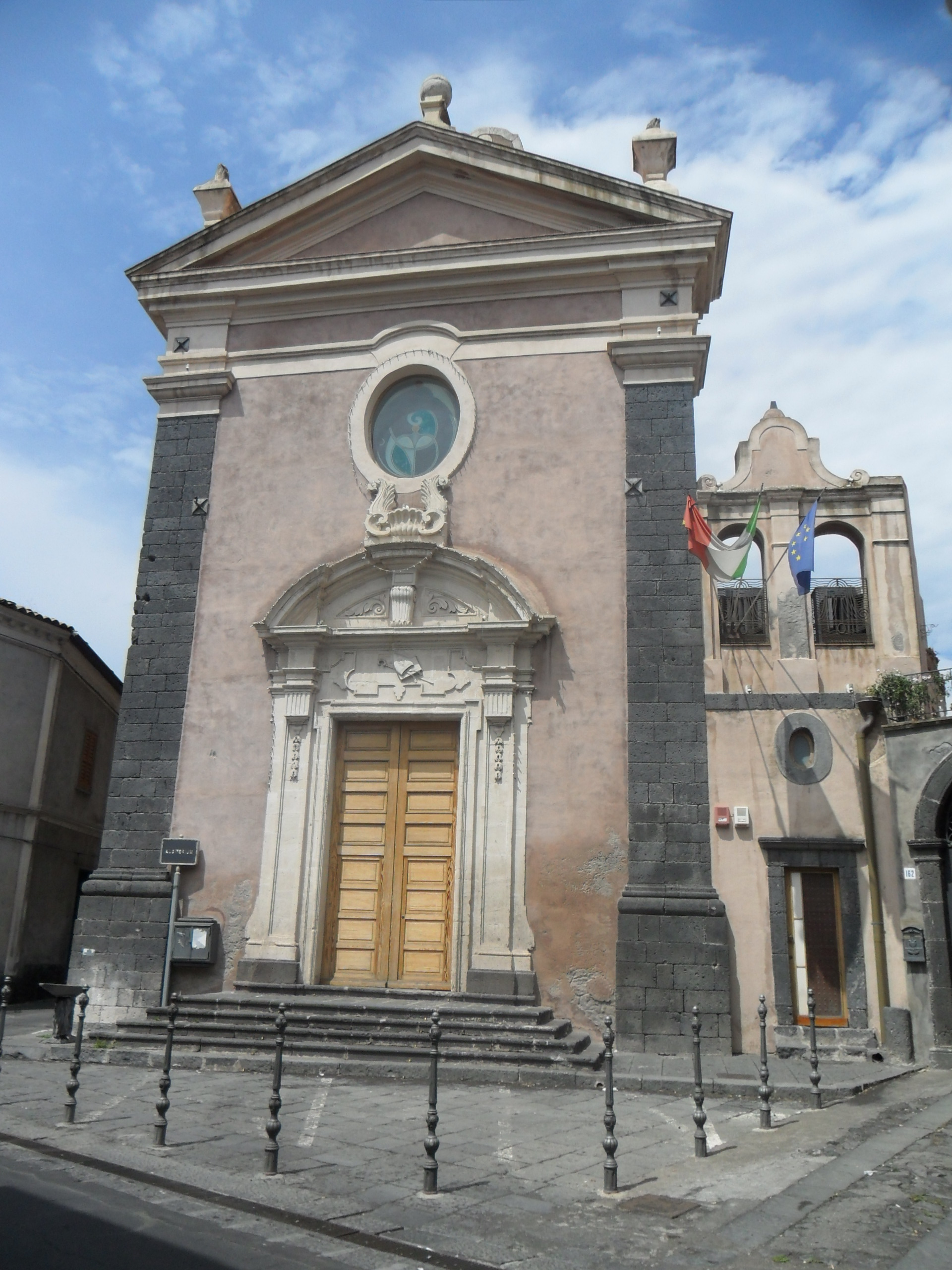
Auditorium comunale "Mauro Corsaro"
È ospitato all'interno della chiesa sconsacrata di San Nicola (o San Nicolò), lungo la via Etnea, in pieno centro storico. La sua edificazione risale alla metà del XVIII secolo per opera dell'omonima confraternita. Si tratta di una chiesa a navata unica, con tetto a botte e due porte laterali, una per la sagrestia e la torre campanaria e l'altra per i fedeli: un altare centrale con tabernacolo e residenza del Santo e due laterali, le cui alcove dovevano essere coperte da due tele. Custodiva le statue di San Nicola e di Santa Lucia. Fu abbandonata dalla Curia agli inizi degli anni quaranta del XX secolo.
Andata in rovina nei decenni successivi, con il crollo del tetto e di altre parti dell'edificio, è stata recuperata agli inizi degli anni 2000, per essere destinata ad auditorium. Inaugurato nel 2003, l'auditorium è stato intitolato alla memoria del professor Mauro Corsaro nel 2016.
Parco di Monte Ciraulo
È un'area naturalistica situata al Monte Ciraulo, un'altura basaltica nella parte settentrionale del territorio mascaluciese, la cui superficie è di circa 17 ettari. Inaugurata nel 2008, quest'area racchiude in sé una vegetazione corrispondente al piano mediterraneo basale ed al piano sopramediterraneo caratterizzati dalla presenza di alberi quali: lazzeruolo (crataegus azarolus), olivastro (phillyrea angustifolia), rovellera (quercus pubescens), leccio (quercus ilex), bagolaro (celtis australis) ed il sommacco (rhus coriaria); sono presenti anche piante come il terebinto (pistacia terebinthus), il lentisco (pistacia lentiscus), leuphobias caracias ed edera spinosa (smilax aspera). Tra gli arbusti si rinvengono folti cespugli di ginestra (spartium junceum), (cytisus scoparius), (cytisus salvifolius), valeriana rossa (centranthus ruber) e asfodelo (asphodelus macrocarpus), sono presenti anche steli di verbasco (Verbascum thapsus) nonché ciclamini ed orchidee.
L'area è popolata da numerosi animali, dai mammiferi (coniglio selvatico, riccio), ai numerosi uccelli che nidificano nella zona come l'upupa, il cardellino, l'averla, la capinera, l'occhiocotto, il verzellino, il rampichino ed il fanello. Il bosco di Monte Ciraulo, inoltre, è abitato da rapaci notturni come l'assiolo ed il barbagianni ed un gran numero di farfalle, a dimostrazione degli alti parametri di naturalità ancora esistenti.
Il bosco, in particolare, presenta una elevata biodiversità sia per la flora che per la fauna, come una composizione di diversità genetica, specifica (naturale o agricolo zootecnica), ecosistemica, paesaggistica e culturale, caratteristica molto importante che lo rende degno di tutela e di gestione sostenibile.
Il Bosco di Monte Ciraulo è tutelato dalla Regione Sicilia che in data 16 marzo 1993 ha emesso il decreto Assessoriale n. 5685: "Vincolo di immodificabilità temporanea del Bosco di Monte Ciraulo nel territorio di Mascalucia"; ed il Decreto del 18 marzo 1997: "Proroga del vincolo di immodificabilità temporanea del Bosco di Monte Ciraulo nel Comune di Mascalucia".
Parco urbano "Trinità-Manenti"
Area verde situata a ridosso della "parte moderna" di Mascalucia ed a sud del quartiere Trinità, è stata inaugurata nel 2002. Comprende al suo interno un parco giochi, ed è utilizzata per ospitare eventi e spettacoli durante il periodo estivo.
Villa comunale
Principale giardino pubblico del comune etneo, la sua costruzione risale agli anni settanta, ed è situato nelle vicinanze del Corso San Vito, alle spalle del municipio.

## Società

### Evoluzione demografica
Abitanti censiti

La popolazione residente a Mascalucia, come tutti gli altri comuni dell'hinterland catanese ha subito un notevole incremento per tutta la seconda metà del XX secolo, e proseguito anche nei primi anni del XXI secolo: nel 2012 ha superato la soglia dei 30 000 abitanti, e da allora è il settimo comune più popoloso della provincia.
La forte crescita demografica registrata da Mascalucia, è dovuta al fatto che è stato uno dei comuni dell'hinterland maggiormente interessato dal consistente flusso migratorio proveniente da Catania iniziato negli anni sessanta, e che ha determinato per il capoluogo una perdita di 102 671 unità nell'arco di quasi un cinquantennio, pari al 25,5% della sua popolazione. Prima della grande ondata migratoria che ha mutato profondamente la sua consistenza demografica e la sua struttura urbanistica, Mascalucia contava una popolazione di poco inferiore alle 4 000 unità, ed il centro nei primi anni dopoguerra è stato interessato dal fenomeno dell'emigrazione da parte di centinaia di suoi abitanti, che si diressero principalmente verso Australia, Francia e Germania, e per gran parte tornati nel luogo d'origine nei decenni successivi.
Dopo il 2014, i valori del saldo migratorio hanno cominciato ad attenuarsi notevolmente, ed al 31 dicembre 2018 ha registrato un valore negativo (-58 unità). Positivi sono i valori del saldo naturale: al 31 dicembre 2018 il numero dei nati risultava essere di 307 unità (9,5‰), quello dei decessi di 223 unità (6,9‰), da cui si ottiene un saldo naturale positivo di 84 unità (+ 2,6‰), in calo rispetto agli anni precedenti.

### Etnie e minoranze straniere
La popolazione con cittadinanza straniera a Mascalucia, al 1º gennaio 2019 risulta essere di 391 unità, pari all'1,2% della popolazione. Le comunità di stranieri regolarmente residenti più consistenti provengono da Romania, Albania, Sri Lanka, Nigeria e Polonia.

### Lingue e dialetti
La parlata originaria mascaluciese, pur essendo un subdialetto del catanese, presenta a livello fonetico caratteristiche tipiche dei dialetti siciliani centrali, relativamente al mantenimento dell'affricata alveolo-palatale sorda, dell'occlusiva dentale sonora iniziale e intervocalica, e del nesso r di consonante. L'immigrazione di famiglie provenienti da Catania della seconda metà del XX secolo, particolarmente massiccia negli anni settanta e ottanta, ha ridotto il numero di locutori della parlata di Mascalucia, soppiantata dal dialetto catanese, oggi parlato dalla totalità della popolazione.

### Religione
La religione più diffusa tra la popolazione di Mascalucia è il cattolicesimo, e le parrocchie che sorgono nel suo territorio fanno parte del X Vicariato dell'Arcidiocesi di Catania.
La cittadina ha come patrono San Vito, scelto dal popolo e dal clero mascaluciesi, e proclamato ufficialmente il 3 marzo 1771. Prima di San Vito, il patronaggio religioso di Mascalucia era rappresentato da San Nicola di Bari.
Sono presenti nel territorio anche delle comunità religiose della chiesa apostolica evangelica e dei testimoni di geova.

### Tradizioni e folclore
Le manifestazioni popolari più importanti che si svolgono a Mascalucia hanno tutte carattere religioso. La più importante è certamente quella del patrono San Vito, che si svolge annualmente il 15 giugno e la prima domenica d'agosto.
Altre processioni religiose sono, quella in onore alla Madonna della Consolazione che si svolge annualmente in occasione della Domenica in Albis, quella del Cristo Morto il Venerdì Santo di ogni anno, e quella in onore di San Michele Arcangelo, patrono della frazione di Massannunziata, il 29 settembre di ogni anno.

### Istituzioni, enti e associazioni
A Mascalucia ha sede una stazione dell'Arma dei Carabinieri, intitolata al carabiniere mascaluciese Antonino Reina (1887-1951), reduce della prima guerra mondiale, che nel 1919 ebbe conferita dal Ministero della Guerra la medaglia d'argento al Valor Militare. Fino al 2013 è stata sede di tribunale con la pretura, sezione distaccata del Tribunale di Catania, che aveva competenza nei comuni limitrofi ed era una delle più antiche della provincia etnea, poiché costituita nel 1819. È attivo l'ufficio del Giudice di pace.
Altra istituzione nazionale presente nel comune etneo, è l'INPS con una sua agenzia che serve anche i comuni limitrofi.
Mascalucia fa parte del Distretto Sanitario di Gravina dell'ASP 3 CT, e nei locali dell'ex guardia medica hanno sede un ufficio di medicina legale ed un ambulatorio. Presenti nel comune etneo anche un comitato della Croce Rossa Italiana e una sede della nota associazione di volontariato della Fratres, che opera nell'ambito della donazione di sangue.

### Qualità della vita
La qualità della vita a Mascalucia è nel complesso discreta, ma la cittadina siciliana è afflitta da carenze di natura infrastrutturale e di problemi di natura socioeconomica e culturale.
Nonostante l'afflusso di molti abitanti provenienti dal capoluogo, avvenuto tra la fine del XX secolo e l'inizio del XXI, che lo hanno reso uno dei comuni più popolosi della provincia, Mascalucia offre scarse opportunità lavorative, dato che al 2011 presentava un tasso di disoccupazione del 23,8%. Più grave è il dato relativo alla disoccupazione giovanile, che nello stesso periodo presentava un tasso del 56,6%. Per la maggior parte della popolazione attiva, Mascalucia rappresenta una "città dormitorio", poiché ha il proprio impiego lavorativo al di fuori del proprio comune di residenza, e perciò il tasso di mobilità occupazionale verso altri comuni, e in particolare verso Catania, è tra i più elevati in assoluto (403,3%). Ciò malgrado, non presenta problemi relativi alla vulnerabilità materiale e sociale particolarmente gravi, ed elevato è il tasso di proprietà immobiliare (73,5%).
L'espansione demografica iniziata negli anni settanta, non è stata adeguatamente accompagnata da un potenziamento delle infrastrutture e dei servizi di trasporto pubblico, che si presentano insufficienti. Il fenomeno ha invece inciso negativamente sul piano socioculturale: una relazione della Prefettura di Catania del 1993, indicava Mascalucia come uno dei centri di maggiore aggregazione della criminalità organizzata nell'ambito provinciale, che ha attratto gruppi mafiosi catanesi (come i Santapaola-Ercolano) che vi hanno operato attraverso l'attività edilizia e attività commerciali per mezzo di prestanome. La medesima relazione indicava la cittadina etnea come luogo di residenza di numerosi latitanti, come il boss Giuseppe Pulvirenti, noto come U malpassotu, ed a seguito di ciò, il Ministero dell'Interno con DPR n. 166 del 13 luglio 1993, provvide allo scioglimento del consiglio comunale di Mascalucia per infilitrazioni mafiose. Non meno grave è il problema relativo alla criminalità minorile, con episodi di bullismo e di violenza varia da parte di gruppi di adolescenti uniti in delle baby gang.

## Cultura

### Istruzione

#### Archivi e biblioteche
A Mascalucia sorge una biblioteca comunale, ospitata nei locali dell'ex municipio ed attiva dal 1978. Nel 2001, è stata inaugurata la sezione distaccata di Massannunziata, e dal 2002 è attiva la sezione per le persone disabili.
Nei locali della biblioteca comunale si trova anche l'Archivio Storico Comunale di Mascalucia, che comprende un patrimonio documentario prodotto dal XVII secolo al 1955.

## Geografia antropica

### Urbanistica
Il centro storico di Mascalucia risale al XVII secolo, essendo stato edificato nel periodo successivo al terremoto del 1693, che ne distrusse l'abitato. Esso si sviluppa lungo la Via Etnea, la strada principale che congiunge la parte meridionale del territorio con quella settentrionale, ed attraversa i due maggiori luoghi di culto mascaluciesi, la Chiesa Madre e la Chiesa di San Vito. È caratterizzato dalla presenza di numerose strade e vicoli stretti, e lo stile architettonico presente in molti palazzi che vi sorgono è quello eclettico con elementi neoclassici lungo la Via Etnea e la Via Roma, mentre nelle strade secondarie e stradine interne come Via Calvario, Via Santa Lucia, Via Scalilla e Via Trinità, gli edifici presentano uno stile architettonico rurale. La Via Roma è la seconda strada del centro storico di Mascalucia per lunghezza ed importanza, e collega il centro con l'estrema parte ovest in direzione di San Pietro Clarenza. Altra strada importante è la Via Tremestieri, che conduce in direzione dell'omonimo comune confinante.
Una parte significativa dell'intero abitato di Mascalucia è rappresentata dalla "parte moderna" sviluppatasi nella zona orientale alla fine del XX secolo, dove sono concentrati numerosi edifici residenziali, che ha come principale strada il Corso San Vito, la cui funzione è di collegare la parte moderna con quella storica della cittadina etnea. La strada incrocia con il Viale Alcide De Gasperi, che svolge un ruolo importante nel flusso veicolare in entrata e in uscita verso Catania o l'Etna. Nella parte moderna sono presenti le uniche due piazze della cittadina, la Piazza Leonardo da Vinci, antistante il municipio, e la Piazza Dante Alighieri, situata lungo il Viale De Gasperi.

### Suddivisioni storiche
Il territorio comunale di Mascalucia non prevede una suddivisione in quartieri di tipo amministrativo e ufficiale, ma di natura storica. Prima dell'eruzione del 1669 che seppellì l'abitato, esistevano i quartieri Fallichi, Guardie, Marletti, Lombardi, Carusi e Rapisardi, che probabilmente traevano origine dal cognome della famiglia proprietaria dei fondi su cui sorgevano.
Negli anni successivi i quartieri assunsero altri nomi, ancora esistenti: tra quelli centrali vi sono Calvario, Chiesa Madre, San Vito, Santa Lucia e Trinità, nella parte ovest i quartieri Polveriera e Sciara, nella parte nord i quartieri San Rocco e Santissimo Crocifisso, nella parte est il quartiere Campo Sportivo, e a sud il quartiere Chiesa della Pietà.

### Frazioni e contrade
L'unica frazione mascaluciese è Massannunziata, situata nella parte nord, che confina con Belpasso e Nicolosi. Esistono nel territorio contrade o località ed esse sono: Casa del Pecoraio, Cavòlo, Cisternazza, Gunnella, Mompileri, Munzone, Piano Conte, Pietraperciata, Pietratronu, Pizzo Carammo, Porto Marretti, Sant'Antuneddu, Santa Margherita, Santa Spera, Scuvetti, Soccorso, Spinnacardiddi, Tre violi.

## Economia
Fino alla prima metà del XX secolo, l'economia di Mascalucia era basata principalmente sull'agricoltura e l'artigianato. L'agricoltura produceva agrumi, cereali, ortaggi, olive e uva da vino, quest'ultima utilizzata per la produzione del vino Ombra, il cui nome deriva dai vitigni coltivati nell'omonima contrada, e la cui caratteristica è l'elevata gradazione alcolica superiore ai 15°. L'attività artigianale mascaluciese consiste nelle lavorazioni del ferro battuto, della pietra lavica, dei ricami e dei tappeti confezionati con ritagli di stoffa multicolori.
L'intenso processo di urbanizzazione del centro etneo degli anni settanta, ridusse notevolmente la superficie agricola coltivabile e diede notevole impulso all'attività edilizia. L'economia di Mascalucia oggi risulta fortemente terziarizzata, e le attività prevalenti sono quelle commerciali.
Al 2017, il reddito pro capite della cittadina etnea risultava essere di 17.155 euro, leggermente superiore a quello regionale.

## Infrastrutture e trasporti

### Strade
Mascalucia per la sua posizione geografica, costituisce un importante punto di passaggio per i veicoli provenienti da Catania e diretti verso altri comuni etnei, ed è attraversata dalle seguenti strade provinciali:
- strada provinciale 3 III, che tocca l'estrema parte occidentale del territorio e costituisce un'importante arteria di ingresso e uscita con San Pietro Clarenza;
- strada provinciale 4 II, detta anche "Nicolosi-Pedara", che tocca la parte settentrionale del territorio e collega Nicolosi con Pedara.
- strada provinciale 88, nei pressi di contrada Cisternazza, che conduce a San Pietro Clarenza
- strada provinciale 157, che attraversa contrada Ombra e costituisce un'importante arteria di ingresso e uscita con Pedara;
- strada provinciale 171, che inizia da Massannunziata, attraversa il territorio da est ad ovest nella parte nord, e conduce a Nicolosi.[108][112]

### Mobilità urbana
Mascalucia è servita da tre linee di autobus extraurbani dell'Azienda Siciliana Trasporti, lungo le direttrici Catania-Belpasso, Catania-Nicolosi e Catania-Sant'Agata Li Battiati.
Nel 2015 venne attivato un servizio autobus dell'Azienda Metropolitana Trasporti. Tale linea è poi stata in seguito soppressa, sostituita nel 2025 da una nuova linea urbana.

## Amministrazione
| Periodo           | Periodo           | Primo cittadino       | Partito                                                     | Carica              | Note    |
| ----------------- | ----------------- | --------------------- | ----------------------------------------------------------- | ------------------- | ------- |
| 19 novembre 1995  | 28 novembre 1999  | Antonio Torrisi       | Forza Italia                                                | Sindaco             |         |
| 28 novembre 1999  | 12 giugno 2004    | Giuseppe D'Urso Somma | Forza Italia                                                | Sindaco             |         |
| 13 giugno 2004    | 6 giugno 2009     | Salvatore Maugeri     | UdC                                                         | Sindaco             |         |
| 7 giugno 2009     | 20 settembre 2012 | Salvatore Maugeri     | Movimento per le Autonomie e centro-sinistra                | Sindaco             | [ 116 ] |
| 20 settembre 2012 | 4 gennaio 2013    | Nunzio Li Rosi        |                                                             | Comm. straordinario | [ 117 ] |
| 4 gennaio 2013    | 24 giugno 2013    | Fulvio Manno          |                                                             | Comm. straordinario |         |
| 24 giugno 2013    | 10 giugno 2018    | Giovanni Leonardi     | liste civiche di centro                                     | Sindaco             | [ 118 ] |
| 10 giugno 2018    | in carica         | Vincenzo Magra        | Forza Italia,Lega per Salvini premier e altre Liste civiche | Sindaco             | [ 119 ] |

### Altre informazioni amministrative
Il comune di Mascalucia fa parte delle seguenti organizzazioni sovracomunali:
- regione agraria n.6 (Colline litoranee di Paternò)[120];
- patto territoriale "Sud Etneo"[121];
- gruppo di azione locale "Etna Sud".[122]

## Sport
Le realtà sportive più importanti operano principalmente nell'ambito degli sport al chiuso. Nel calcio a 5 opera la SSD Mascalucia C5, che milita nel girone H della Serie A2 Élite il secondo livello del Futsal nazionale. Il 23 dicembre 2016 alza al cielo il trofeo più prestigioso della sua storia: la Coppa Divisione di Serie C1 vinta contro lo United Capaci per 5-2. Altra importante realtà sportiva è l'Handball Club Mascalucia, squadra di pallamano maschile fondata nel 2006, che milita attualmente nel gironr C di Serie A2. La squadra etnea vanta due primi posti in serie cadetta nelle stagioni 2017/2018 e 2018/2019, nonché il secondo posto nella prestigiosa Coppa Sicilia nel 2019/2020.
Nel calcio a 11 opera la squadra di calcio della Mascalucia San Pio X, nata nel 2019 dalla fusione tra la SSD Catania San Pio X - milita nel campionato di Eccellenza - e l'ASD Città di Mascalucia - fondata nel 2007 e militante in Promozione - che milita nel girone B del massimo campionato regionale. In passato era attivo lo Sporting Club Mascalucia, fondato nel 1970, che per cinque stagioni consecutive, dal 1981-82 al 1985-86, militò nel Campionato Interregionale, l'odierna Serie D, e che in seguito divenne l'Atletico Catania.

### Impianti sportivi
Il principale impianto sportivo di Mascalucia è lo stadio comunale "Bonaiuto-Somma", situato nella parte est della cittadina, al confine col territorio di Tremestieri, costruito negli anni sessanta su terreni donati dalle famiglie Bonaiuto e Somma. Ristrutturato e ricostruito nel 2008 in conformità alle norme federali, è dotato di una sola tribuna, la cui capienza massima è di 500 spettatori, e dal 2011 il terreno di gioco è in erba sintetica. Adiacente al Bonaiuto-Somma, vi è il palazzetto dello sport, chiamato da tutti semplicemente PalaWagner, al cui interno si praticano il calcio a 5, la pallamano, la pallacanestro e la pallavolo.
Nella frazione di Massannunziata, sorge il campo sportivo "Turi Guglielmino", inaugurato negli anni 2000, dotato di tribunette e di pista di atletica, che dal 2005 al 2011 è stato il campo di allenamento della squadra del Catania, allo stato attuale in condizioni di abbandono e degrado. Dal 2011, il club rossazzurro effettua i suoi allenamenti al Torre del Grifo Village, centro polisportivo che sorge in contrada Ombra, di proprietà della UDA Finaria, la holding che controlla il Calcio Catania.